# Biblioteca Municipal Los Ángeles
La Biblioteca Municipal de Los Ángeles Nº 292 Roberto Espinoza es una  biblioteca de carácter oficial ubicada en calle O' Higgins 170, Los Ángeles, de la Provincia del Bío Bio chile. 

## Historia
Sus inicios se remontan al año 1931, cuando en sesión ordinaria de la Honorable Junta de Vecinos, del 23 de abril de ese año, el alcalde Ramón Laing Madariaga da cuenta a la Corporación del fallecimiento en Santiago del ilustre catedrático y escritor Roberto Espinoza, quien en su testamento, establece como única heredera de todos sus bienes, a la Ciudad de Los Ángeles, con el objetivo específico de crear una Biblioteca abierta a toda la comunidad. 
Luego de una serie de trámites legales en la capital chilena, y otros de carácter administrativos en Los Ángeles, entre ellos determinar quien sería responsable de su funcionamiento, se contrató el 26 de julio de 1931 a la Sra. Maclure Rocha E. 
El 28 de enero de 1932, la Honorable Junta de Vecinos acuerda instituir una Comisión que dirigirá la Biblioteca, quedando integrada por: Domingo Contreras Gómez, Antonio Valenzuela y Víctor Naranjo, siendo este último, su presidente. 
De esta manera comienzan los primeros años de atención a la ciudadanía de Los Ángeles, ocupando una sala en el edificio "Bernardo O"Higgins" donde anteriormente funcionaba el Juzgado de Policía Local. Así continuó con su funcionamiento hasta el año 1960, fecha en que Maclure Rocha se acoge a jubilación, asumiendo su cargo Alicia Rozas Norambuena. 
Bajo su administración se produjo un importante cambio: se modificó la antigua sala, aumentando en forma significativa su superficie, fue también bajo su permanencia que se firmó comodato con la Dirección de Bibliotecas, Archivos y Museos, pasando a ser la Biblioteca Pública N.º 292 “Roberto Espinoza”. Estuvo a cargo del servicio hasta el año 1985, al acogerse a jubilación. Ocupa su cargo la Srta. Patricia Luna A., hasta el año 1987. El año 1988 asume el cargo la actual Bibliotecóloga Ema Pantoja Montecinos.